# 谢尔盖·阿克萨科夫
谢尔盖·季莫费耶维奇·阿克萨科夫（俄语：Серге́й Тимофе́евич Акса́ков；1791年10月1日—1859年5月12日）19世纪俄罗斯小说家，以现实主义和戏剧性描写而知名，他在俄罗斯文学界中引入了回忆录和小说的混合写法。阿克萨科夫曾参加抵抗拿破仑的民兵组织。儿子是伊凡·阿克萨柯夫。